# Lebreil

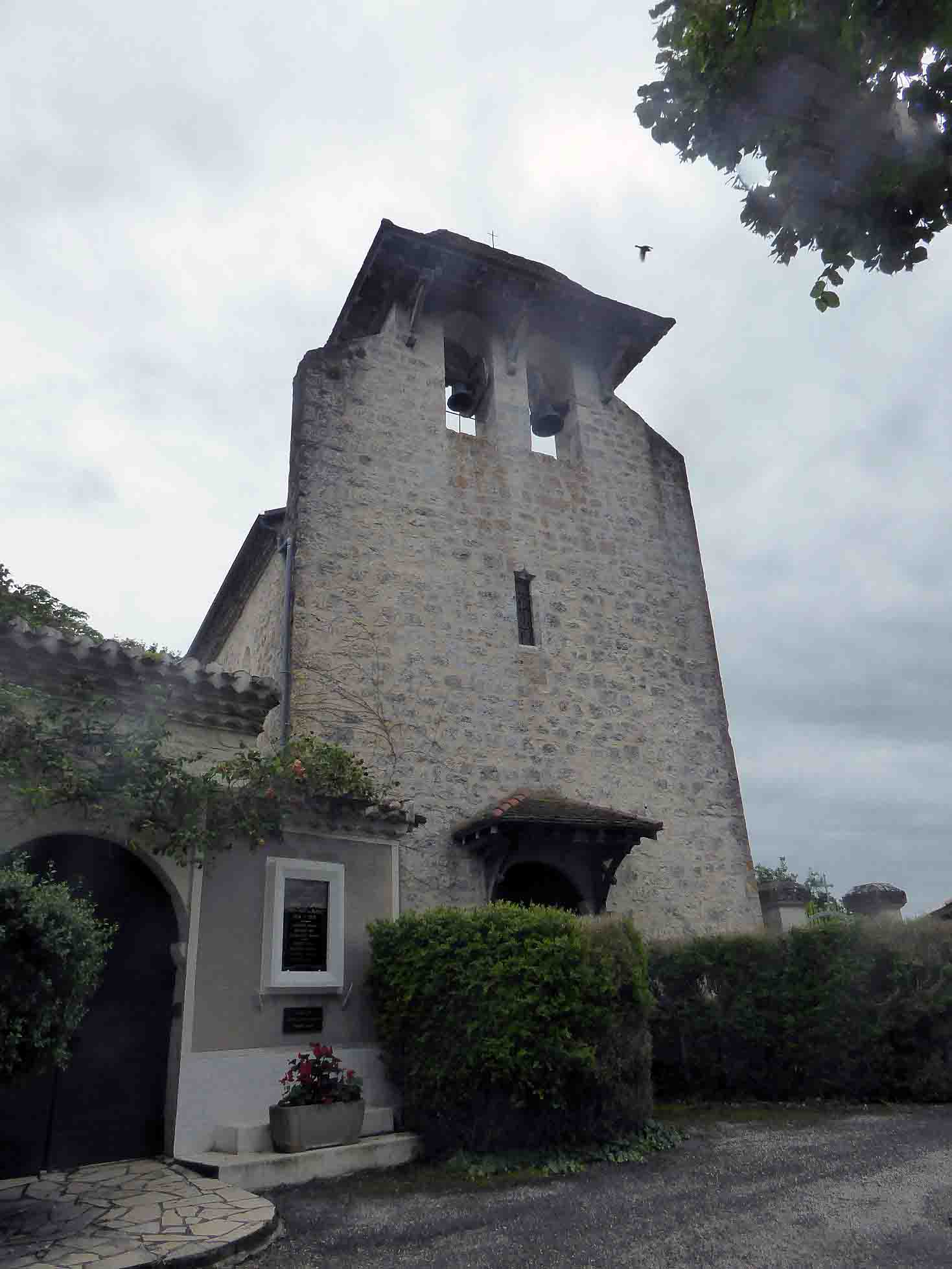
Kirche Saint-Étienne de Lebreil

Lebreil ist eine Ortschaft und eine Commune déléguée in der französischen Gemeinde Montcuq-en-Quercy-Blanc mit 160 Einwohnern (Stand: 1. Januar 2018) im Département Tarn-et-Garonne in der Region Okzitanien.
Die Gemeinde Lebreil wurde mit Wirkung vom 1. Januar 2016 mit Montcuq, Belmontet, Sainte-Croix und Valprionde zur Commune nouvelle Montcuq-en-Quercy-Blanc zusammengeschlossen. Seither ist sie eine Commune déléguée.
Nachbarorte sind Sainte-Croix im Norden, Montcuq im Osten, Montlauzun im Südosten, Sainte-Juliette im Süden, Bouloc-en-Quercy im Südwesten und Valprionde im Westen.

## Bevölkerungsentwicklung
| Jahr      | 1962 | 1968 | 1975 | 1982 | 1990 | 1999 | 2007 | 2013 | 2018 |
| --------- | ---- | ---- | ---- | ---- | ---- | ---- | ---- | ---- | ---- |
| Einwohner | 182  | 179  | 170  | 151  | 124  | 131  | 146  | 178  | 160  |